# The Walking Dead: Saints & Sinners
The Walking Dead: Saints & Sinners (с англ. — «Ходячие мертвецы: Святые и грешники») — компьютерная игра в жанре шутера от первого лица в виртуальной реальности, разработанная Skydance Media. Игра основана на серии комиксов «Ходячие мертвецы» Роберта Киркмана. Изначально игра была выпущена для операционной системы Windows в январе 2020 года, а в мае того же года вышла версия для PlayStation 4.

## Игровой процесс
The Walking Dead: Saints & Sinners является игрой в жанре шутера от первого лица. В перестрелке игроки могут укрываться за стенами и другими постройками, находить или создавать своё оружие. Игроки могут располагать штабы в любых зданиях, устраивая засады для врагов или атаковать на расстоянии с огнестрельного оружия, лука или арбалета.

## Выпуск
Первоначально выпущена для операционной системы Windows 23 января 2020 года, а в мае того же года — на PlayStation 4.

## Отзывы и критика
| Сводный рейтинг    | Сводный рейтинг          |
| Агрегатор          | Оценка                   |
| ------------------ | ------------------------ |
| Metacritic         | (PC) 81/100 (PS4) 79/100 |
| Иноязычные издания |                          |
| Издание            | Оценка                   |
| Destructoid        | 7,5/10                   |
| IGN                | 9/10                     |

В целом игра получила положительные отзывы от критиков с Metacritic. IGN оценила игру дав ей 9 из 10, прокомментировав: «это фантастический пример, того каким должен быть VR», критик с сайта Destructoid описал игру как: «на данный момент она одна из ведущих игр для VR», дав игре 7,5 из 10.

## Сиквел
Сиквел под названием The Walking Dead: Saints & Sinners – Chapter 2: Retribution выйдет для Meta Quest 2 и PlayStation VR в конце 2022 года, а для PlayStation VR2 — в 2023 году.